# Acyl-CoA-Dehydrogenase
Acyl-Coenzym A-Dehydrogenasen sind eine Gruppe von mitochondrialen Enzymen, die im ersten Schritt der β-Oxidation die Dehydrierung von Acyl-CoA katalysieren.

## Katalysierte Reaktion
Acyl-CoA-Dehydrogenase (kurz auch ACAD) katalysiert den ersten Reaktionsschritt der vierteiligen β-Oxidation. Durch Dehydrierung von Acyl-CoA am zweiten und dritten Kohlenstoffatom (Cα und Cβ) entsteht das Produkt trans-Δ2-Enoyl-CoA. Als Wasserstoffakzeptor und Oxidationsmittel dient die prosthetische Gruppe Flavin-Adenin-Dinukleotid (FAD), welche zu FADH2 reduziert wird.
Anstelle des Coenzyms NAD+, das in vielerlei Stoffwechselreaktion auftritt, wird FAD als Oxidationsmittel eingesetzt, da der ΔG-Wert dieser Reaktion nicht ausreicht, um NAD+ zu reduzieren.
Die bei der Oxidation übertragenen Elektronen werden von FADH2 auf das elektronentransferierende Flavoprotein (ETF) und darauffolgend auf das Enzym ETF:Ubichinon-Oxidoreduktase übertragen, welches Ubichinon reduziert. Vom reduzierten Ubichinon ausgehend werden die Elektronen schließlich in die Atmungskette eingespeist.

## Isoformen der Acyl-CoA-Dehydrogenase

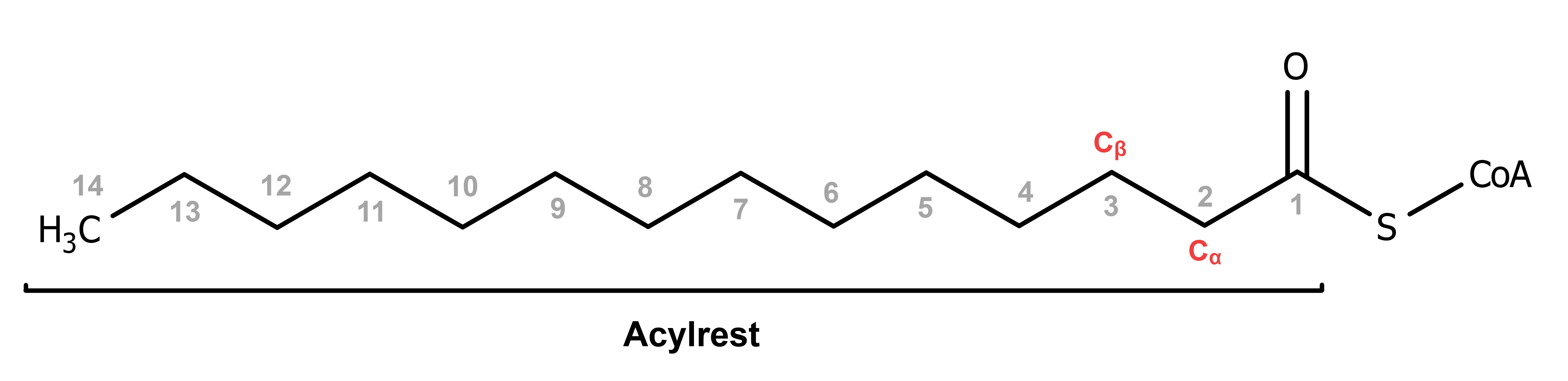
Acyl-CoA mit einem Acylrest aus 14 C-Atomen. Durch Dehydrierung des C_{α}- und C_{β}-Atoms entsteht eine trans-Doppelbindung.

In jedem Zyklus der β-Oxidation werden sukzessiv C2-Einheiten von Acyl-CoA abgespalten, bis Acetyl-CoA entsteht. Folglich können sich Acyl-CoA-Moleküle bei einer unterschiedlichen Anzahl an durchlaufenen Zyklen der β-Oxidation hinsichtlich ihrer Kettenlänge unterscheiden. Aus diesem Grund sind mehrere Isoformen der Acyl-CoA-Dehydrogenase nötig, um das in seiner Kettenlänge variierende Substrat umzusetzen. Man unterscheidet zwischen Isoformen für kurzkettige (SCAD), mittelkettige (MCAD),  langkettige (LCAD) oder sehr langkettige (VLCAD) Acylreste.
Ferner existiert die Isoform ACAD-9, welche für langkettige Acyl-CoA-Moleküle mit ungesättigtem oder gesättigtem Acylrest spezifisch ist. Aufgrund großer struktureller Ähnlichkeiten wird VLCAD als evolutionärer Vorläufer der ACAD-9 angenommen. Beide Isoformen sind zu 47 % in ihrer Aminosäuresequenz identisch und besitzen eine 180 Aminosäurereste lange Sequenz am C-Terminus, welche bei SCAD, MCAD und LCAD nicht vorhanden ist.
| Isoform                                        | Acyl-CoA-Spezifität                                   |
| ---------------------------------------------- | ----------------------------------------------------- |
| Very-Long-Chain-Acyl-CoA-Dehydrogenase (VLCAD) | gesättigter Acylrest aus 12–24 C-Atomen               |
| Long-Chain-Acyl-CoA-Dehydrogenase (LCAD)       | gesättigter Acylrest aus 12–18 C-Atomen               |
| Medium-Chain-Acyl-CoA-Dehydrogenase (MCAD)     | gesättigter Acylrest aus 4–14 C-Atomen                |
| Short-Chain-Acyl-CoA-Dehydrogenase (SCAD)      | gesättigter Acylrest aus 4–6 C-Atomen                 |
| Acyl-CoA-Dehydrogenase-9 (ACAD-9)              | gesättigter/ungesättigter Acylrest aus 14–20 C-Atomen |

SCAD, MCAD, LCAD und VLCAD weisen bei Acylresten aus 4, 8, 14 bzw. 16 C-Atomen die höchste Enzymaktivität auf. ACAD-9 besitzt bei ungesättigten langkettigen Acylresten die höchste katalytische Aktivität.

## Struktur und Lokalisation
Die langketten-, mittelketten- und kurzkettenspezifischen Isoformen LCAD, MCAD und SCAD besitzen eine homotetramere Quartärstruktur und sind im mitochondrialen Matrixraum lokalisiert. Die Proteinuntereinheiten besitzen eine Masse von ca. 45 kDa.
Im Unterschied hierzu sind die etwa 70 kDa schweren Proteinuntereinheiten der VLCAD und ACAD-9 in einem Homodimer organisiert, das an die innere Mitochondrienmembran assoziiert ist.
Jede Proteinuntereinheit der Acyl-CoA-Dehydrogenasen enthält eine FAD-haltige katalytische Domäne, die über elektrostatische Wechselwirkungen mit je einem ETF in Kontakt steht.

## Defekte der Acyl-CoA-Dehydrogenase
Defekte der Acyl-CoA-Dehydrogenase sind ursächlich für zahlreiche hereditäre Stoffwechselerkrankungen (Acyl-CoA-Dehydrogenase-Mangel), wie:
- MCAD-Mangel
- VLCAD-Mangel
- SCAD-Mangel

Es sind keine durch LCAD- oder Acyl-CoA-Dehydrogenase-9-Mangel hervorgerufenen Störungen des Fettsäurestoffwechsels bekannt. ACAD-9 Defekte stehen jedoch in Verbindung mit einem Mangel an Komplex I.